# Дювилляр, Ева
Ева́ Дювилля́р (фр. Eva Duvillard) — французская кёрлингистка.
В составе женской сборной Франции участница чемпионата мира 1982 (заняли шестое место).
Играла в основном на позиции первого.

## Команды
| Сезон   | Четвёртый    | Третий       | Второй         | Первый       | Турниры           |
| ------- | ------------ | ------------ | -------------- | ------------ | ----------------- |
| 1981—82 | Югетт Жюльен | Аньес Мерсье | Полетт Сюльпис | Ева Дювилляр | ЧМ 1982 (6 место) |

(скипы выделены полужирным шрифтом)